# Liselotte Vogel

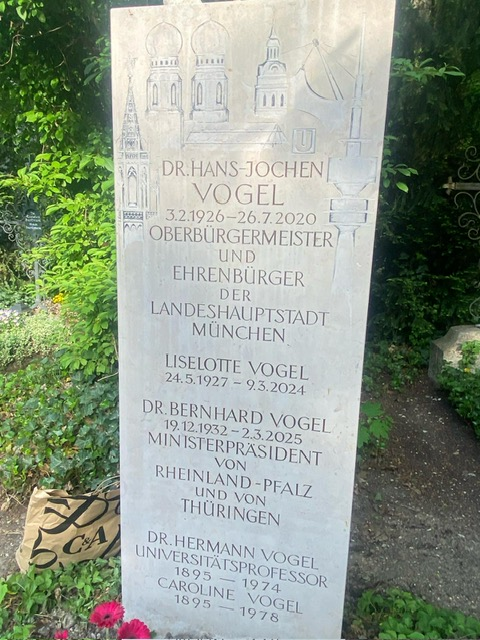
Der Grabstein von Liselotte Vogel, zusammen mit ihrem Mann Hans-Jochen, dessen Bruder Bernhard und ihren Schwiegereltern Hermann und Caroline Vogel auf den Bogenhausener Friedhof in München.

Liselotte Vogel (* 24. Mai 1927; † 19. März 2024; geborene Biersack, geschiedene Sonnenholzner) war eine deutsche Germanistin. Sie wurde bekannt als Ehefrau des 2020 verstorbenen SPD-Politikers Hans-Jochen Vogel.

## Leben
Vogel entstammt einer Arztfamilie. Von ihrem ursprünglichen Wunsch, Ärztin zu werden, wich sie auf Rat ihres Großvaters ab. Während des Zweiten Weltkriegs leistete sie Arbeitsdienst. Danach studierte sie von 1946 bis 1951 Germanistik in München. 
Nach ihrer Heirat mit Fritz Sonnenholzner (1924–1982), später Vorstandsmitglied der Münchener Rück, und der Geburt ihrer zwei Töchter sorgte sie sich als Hausfrau um deren Erziehung. Die Ehe wurde im Herbst 1972 geschieden. Daneben arbeitete sie ehrenamtlich für die Stiftung Pfennigparade in München, zunächst in der Sozialberatung (1969–1973), danach als Mitglied im Stiftungsrat (1979–1996). Bis 1992 rezensierte sie für die Süddeutsche Zeitung regelmäßig Kinderbücher. 
Am 23. Dezember 1972 heiratete sie in zweiter Ehe den SPD-Politiker Hans-Jochen Vogel (1926–2020). Während dessen Amtszeit als Regierender Bürgermeister 1981 war sie die „First Lady“ Berlins. Mit ihm zog sie Anfang 2006 aus der gemeinsamen Münchner Wohnung in ein Wohnstift der Augustinum Gruppe in München um. Das Ehepaar thematisierte diesen frühen Umzugsentschluss aus eigenem Antrieb in Interviews; Liselotte Vogel verfasste darüber ein Buch.

## Ehrungen
- 1988: Goldener Pfennig der Stiftung Pfennigparade[5]

## Veröffentlichungen
- Ich lebe weiter selbstbestimmt!, Köln: Fackelträger, 2009